# Mamoea florae
Mamoea florae är en spindelart som beskrevs av Forster och Wilton 1973. Mamoea florae ingår i släktet Mamoea och familjen Amphinectidae. Inga underarter finns listade i Catalogue of Life.